# Issanka
Issanka est un parc (et un lieu-dit) situé à la limite de la commune de Poussan, non loin des communes de Balaruc-le-Vieux et de Gigean dans le département de l'Hérault en France, autour d'une source qui alimente la ville de Sète depuis le 31 août 1862.

## Toponymie
Le nom du lieu est attesté sous les formes Liscenca en 1759 et Lissanka en 1865.

## Description
La source est située en rive droite de la Vène et sont des résurgences des eaux issues du causse d'Aumelas.
À l'époque antique (Ier siècle), l'eau était captée par les romains et acheminée vers le centre thermal antique de Balaruc, via l'aqueduc de Balaruc. Depuis 1862, l'eau de la source est captée pour les besoins en eaux de la ville de Sète.

## Chanson liée
Festa dé l'Issanka
Un dicton local dit : « L'eau d'Issanka, quand on l'a tétée, on peut plus s'en sevrer ! ».